# 金旋风奖
金旋风奖（英語：Golden Dzyga）由乌克兰电影学院于2017年成立的乌克兰国家电影奖，旨在表彰在乌克兰电影发展及专业相关方面取得的成就。首届颁奖典礼于2017年4月20日在基辅费尔蒙大酒店举行。奖杯的主要标志是象征着乌克兰电影的迅猛发展的“金色旋风”小雕像。